# Catherine Hessling
Catherine Hessling, nome d'arte di Andrée Madeleine Heuschling (Moronvilliers, 22 giugno 1900 – La Celle-Saint-Cloud, 28 settembre 1979), è stata un'attrice francese, artista del cinema muto. È stata la musa, nonché la moglie, del famoso regista francese Jean Renoir.

## Biografia
Neanche diciottenne, in seguito all'invasione del suo paese da parte delle truppe tedesche durante la grande guerra è costretta a fuggire in Provenza. È qui che conoscerà il suo futuro marito, figlio del famoso pittore Pierre-Auguste Renoir. Nella casa di Pierre-Auguste Renoir Andrée Heuchling si reca (sembrerebbe su suggerimento della moglie di Pierre-Auguste Renoir che poi da lì a poco morirà) per posare per l'anziano pittore. Pierre-Auguste Renoir ne fa la sua modella preferita e la ritrae nel suo testamento pittorico Le bagnanti.
Morirà, dimenticata e in povertà, nel 1979, lo stesso anno in cui muore Jean Renoir.

## Cinematografia
Recitò in diversi film muti di Jean Renoir, tra cui alcuni capolavori della cinematografia come La ragazza dell'acqua (1924) e Nanà (1926). Renoir e Hessling girarono il bizzarro cortometraggio Charleston (1926) con il Chaplin "nero" Johnny Hudgins (poi visto in Feet - Fun - And Fancy, British Pathé, 1927), attore truccato tipicamente con la faccia di nero (blackface) come Al Jolson ne Il cantante di jazz. Nel 1927 recitò in En rade del regista italo-brasiliano Alberto Cavalcanti. Nel 1928 interpretò la parte di Karen nel cortometraggio La piccola fiammiferaia, sempre per la regia di Jean Renoir. Quest'ultimo film ispirato, a La piccola fiammiferaia di H.C. Andersen, appare particolarmente riuscito, sia per la trovata registica di mettere in scena le visioni della piccola fiammiferaia che, poco prima di morire assiderata, sogna un mondo di balocchi animati (su questo punto il film si discosta dal testo di Andersen) sia proprio per l'abilità espressiva ed evocativa della Hessling.
Con l'avvento del sonoro e la quasi contemporanea separazione da Jean Renoir, la sua carriera cinematografica volge gradualmente al termine. Nel 1933 recitò in Coralie et Compagnie, ancora per la regia di Alberto Cavalcanti, e in Du haut en bas di Georg Wilhelm Pabst. Infine nel 1935 in Delitto e castigo di Pierre Chenal.

## Filmografia
- Catherine ou Une vie sans joie, regia di Jean Renoir (1924)
- La ragazza dell'acqua (La fille de l'eau), regia di Jean Renoir (1925)
- Nanà, regia di Jean Renoir (1926)
- Charleston (Sur un air de Charleston), regia di Jean Renoir - cortometraggio (1926)
- En rade, regia di Alberto Cavalcanti (1927)
- Yvette, regia di Alberto Cavalcanti (1928)
- La piccola fiammiferaia (La petite marchande d'allumettes), regia di Jean Renoir - cortometraggio (1928)
- Die Jagd nach dem Glück, regia di Rochus Gliese - cortometraggio (1930)
- Dall'alto in basso (Du haut en bas), regia di Georg Wilhelm Pabst (1933)
- Delitto e castigo (Crime et Châtiment), regia di Pierre Chenal (1935)